# 遊び場

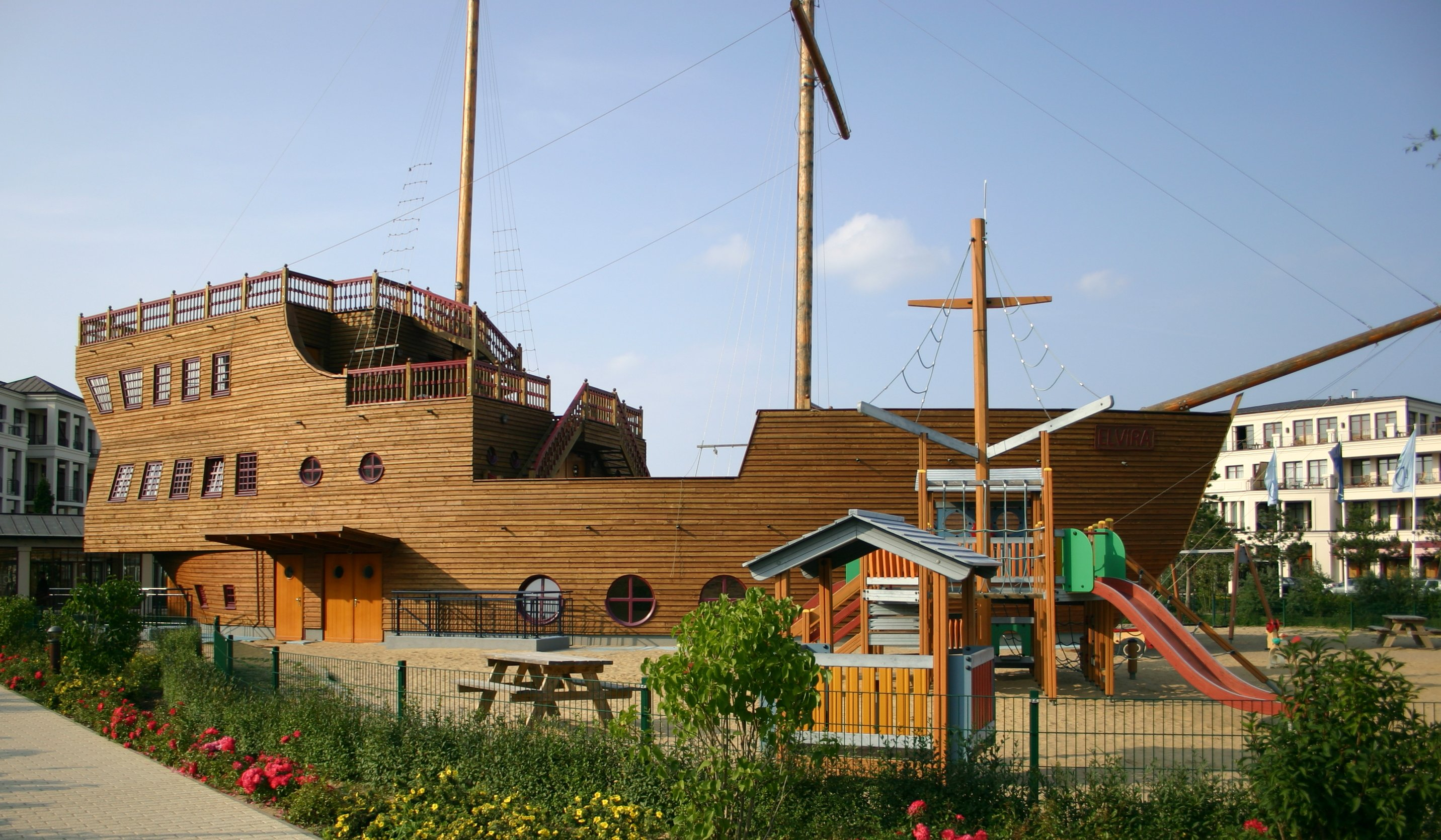
遊び場

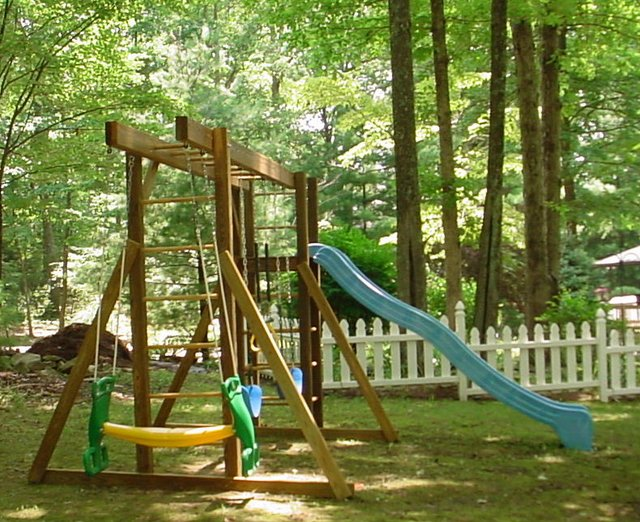
ブランコと滑り台

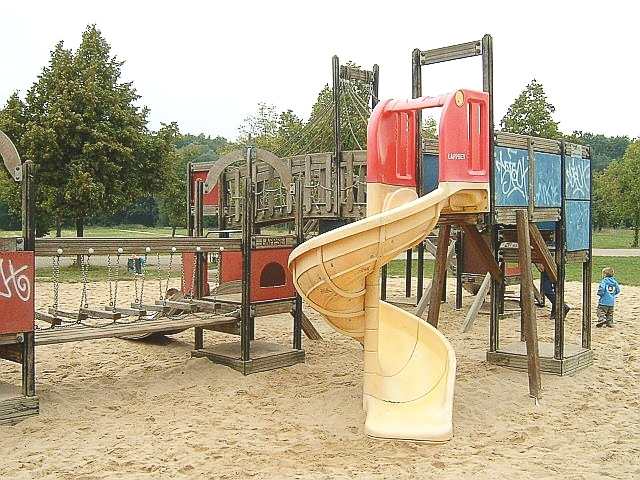
多目的アスレチック遊具

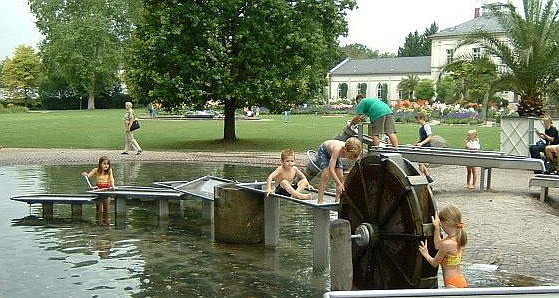
水遊び場

遊び場（あそびば）とは、子供（幼児や児童）が楽しく、安全に遊べるためにさまざまな条件を備えた場所や施設である。日本では従来の児童公園（じどうこうえん）と呼ばれた施設もこれに含まれる。

## 概要
遊び場は、住宅地や団地、ショッピングセンターや商店街の一角にあるような、子供を遊ばせる場所（施設・設備・空き地）などの総称である。後述するように公園一般とは異なる施設であるが、日本国内においては、地方自治体が設置する街区公園（旧称「児童公園」）が含まれ、またデパートやスーパーマーケット内に、店舗が管理する屋内型の物が設置されている場合もある。
一般には、これら子供の遊び場としての場所には、シーソー・鉄棒・滑り台・砂場・ブランコ・ジャングルジムなどの遊具が用意されている。噴水や人工的な小川といった水遊びの場を設けるところもある。多くの場合に於いて、事故防止の観点から親などの保護者が目の届く程度の広さ（おおよそ地番1筆分）しかない。
近年では、単純な機能で同時に遊べる人数も限られる伝統的なブランコやシーソーといった物から、アスレチック的で冒険的要素を含み、また大勢の子供が同時に遊べて、逆に所定の人数が揃わなくても遊べる総合的な大型遊具が増える傾向も見られ、遊具を供給するメーカー側も、様々なタイプの総合大型遊具を開発・提供している。アスレチック施設に代表されるものは広い敷地を持ち、保護者と一緒に回るタイプの物まであるが、一般には子供を見守る保護者のためのベンチなどが置かれていて、保護者の休憩場所としても利用される。
体を使って遊ぶ事から、身体機能の育成に対する効果が期待されていると共に、年齢も出身も異なる幼児・児童が入り混じって仲良く遊ぶ事により、一定の社会性に対する体験学習の場としての効果も期待される。
一般にいう所の公園とは違い、散歩をしたり草木に目を和ませたりする用途に利用される事よりも、子供を遊ばせるために適した遊具を利用する事が主体となる施設であるが、樹木や花を愛でると言う情操教育の一環として、一定の樹木が植えられたり花壇が設けられている場合もある。
この他にも日本国内外において、神社や町内会の敷地に遊具を設置、地元有志や町内会関係者らによって管理されているところもある。また有料で運営企業より提供される管理の行き届いた施設またはミニ・テーマパーク様のものや、任意慈善団体や市民団体によって管理・運営されている物もみられ、子供の健全な発育を通して、社会の健全性向上に対する効果が期待されている。有料のものや店舗付帯のものは一種の収益事業であるが、無料のものでは公共の場として誰でも一定の節度を持って利用できるものと位置付けられている。

## 危険性の排除と安全性の確保
これら施設では子供の負傷防止といった理由から、一部遊具が禁止・撤去されるケースが年々増加する傾向にある。過去に指を挟まれたり乗っていた子供が投げ出される・破損した遊具が倒れかかってきて負傷、または死亡するといった痛ましい事故も発生し、事故原因究明の上で問題の発見された遊具が回収されるケースも見られる。
その一方で、ボールが勢い良く飛んで行く種類のスポーツの練習（キャッチボールなど）が禁じられたり、犬の散歩で立ち入ることも好ましくないとされているところもある（犬に関してはペットまたはコンパニオンアニマルの項も参照されたし）。
これら施設は子供の健全な発育に欠かせない体を動かす遊びの場を提供すると共に、それらの遊びを通じて児童が事故を起こさないように配慮されている。近年では遊具を故意に破損しやすい状態にしたり、児童に対する暴行や傷害といった事件も起こる事から、有志または専門に雇われた大人が遊具を常に安全な状態に保つと共に、これら児童に危害を加えかねない不審者に対する警備を行うケースも見られる。（下記参照）
糞尿による衛生上の問題
屋外の砂場は野良猫等の野生動物が排便するケースがあり、屎尿で汚染されやすい。このためネット等の獣害よけの設備を設けることが多く、使用後は元の状態に戻す必要がある。サイズによっては子供が扱うのが難しく、また年齢によっては適切な保護方法が理解できない場合があるため、監督する保護者が行うことが望ましい。
滑り台等の手摺りを有する遊具では、カラスやハトなどの野鳥・害鳥がとまり木として利用する可能性があり、床面等に糞害が発生しうる。このため、利用中は指を舐める、爪を噛むなどの行為をしないよう保護者が躾けることが好ましい。
住宅街の小規模な児童公園を中心に公衆トイレが設置されていない場合がある。児童の膀胱は小さいため尿意が切迫しやすく、近隣に利用可能なトイレがない場合は隅の植え込み等で立ち小便・やり手水による屋外排泄が行われるケースがあり、残された排泄物の周囲で他の児童が遊んだ場合衛生上問題が生じやすい。とりわけ大便の場合影響は深刻である。
公衆トイレが設置されている場合でも、窃盗などの悪戯防止の観点からトイレットペーパーが設置されていない地域・物件も存在し、事前にティッシュペーパーを準備していない場合大便ができないケースがある。また、女児の場合排尿後に局部に残った尿を除去するのにもトイレットペーパーによる拭き取りを要するため、トイレに用紙がない場合及び前述のトイレが未設置の場合は残尿の後始末ができず、下着に尿が付着するなど不衛生な状態を余儀なくされる。女児は解剖学上男児以上に尿路感染症に罹患しやすく、局部を清潔に保つ必要があるが、尿道が短いために男児以上に尿意が切迫しやすく、失禁を防ぐために紙の有無に関わらず直ちに排尿しなければならない事態に陥りやすい。このため、男児以上にポケットティッシュを持参して利用するよう躾けることが重視される。

## 用途による区分け
また子供の遊び場であるこの施設では、サッカー・野球・ゴルフ・スケートボードなど一部の子供たちだけで広い面積を占有したり、またそれで使うボールや球などが他の子供たちに当たって、怪我や障害を及ぼすような種類の危険度の高い遊びは小規模な公園では概ね禁止されている。
これは特に危険から身を守る術を持たない幼児も、活発に活動する児童に混じって遊ぶ事も多いための配慮である。なおそうした児童の成長には欠かせないと考えられているスポーツ活動のためには、スポーツ公園、あるいは自転車の練習や交通ルールの学習のための交通児童公園などが別途設置されていることも多い。
当然ながらエアソフトガンやパチンコ・ブーメランやフリスビーのような「危険な飛び道具」で遊ぶ事も、狭い公園では多くが禁じられている。

## 発展
子供の創造的な遊びの工夫を促すため、冒険遊び場・プレイパークのようなものも少しずつ見られるようになってきた。東京都世田谷区の羽根木プレイパークなどがその例である。
また小さなサイズの水族館（淡水魚のみ、近在の河川の魚のみなどに限った）や動物体験コーナー（ヤギやウサギなど）などと合わせた遊び場も少なくない。人工的に作った小川に自然の動植物を配するところも見られる。明仁上皇の成婚を記念して全国に作られたこどもの国などは、そういうタイプの遊び場となるだろう。小川の設置に関してはビオトープのような「自然に対する関心を深め、またその中で遊ぶ」という教育的な効果も期待されている。
その一方で、日本において地方自治体が設置している街区公園では、高齢者と児童の交流や、高齢者が児童の安全に気を配るといった事に対する期待から、ゲートボール場と併設されるケースが1980年代より多く見られる。街区公園は、従来「児童公園」として設置されてきたものであるが、児童だけでなく広い年齢層による日常的な公園とするため、公園種類の名称が1993年に改称された。
博物館では従来より、展示物の一部を来館者に触れさせてその原理などを教える体験型の展示物があったが、近年では更に積極的にそれら「触れる展示物」を取り入れ、プレイランド化したところが見られる。日本では主な所に国立科学博物館（通称“かはく”）にある「たんけん広場」が挙げられる。遊びを通して現象に興味を抱かせる工夫が成されており、児童向けと思われがちだが、大の大人が子供そっちのけで夢中になって遊ぶケースも見られる。
他方、有料で提供される物も増える傾向があり、従来の余暇などに利用されるアスレチック施設に加え、幼児や児童に人気のキャラクターを使ったミニ・テーマパーク的な施設が出来てきている。セサミストリートのキャラクターを扱った東京セサミプレイスが知られている。

## 関連する事象・事件

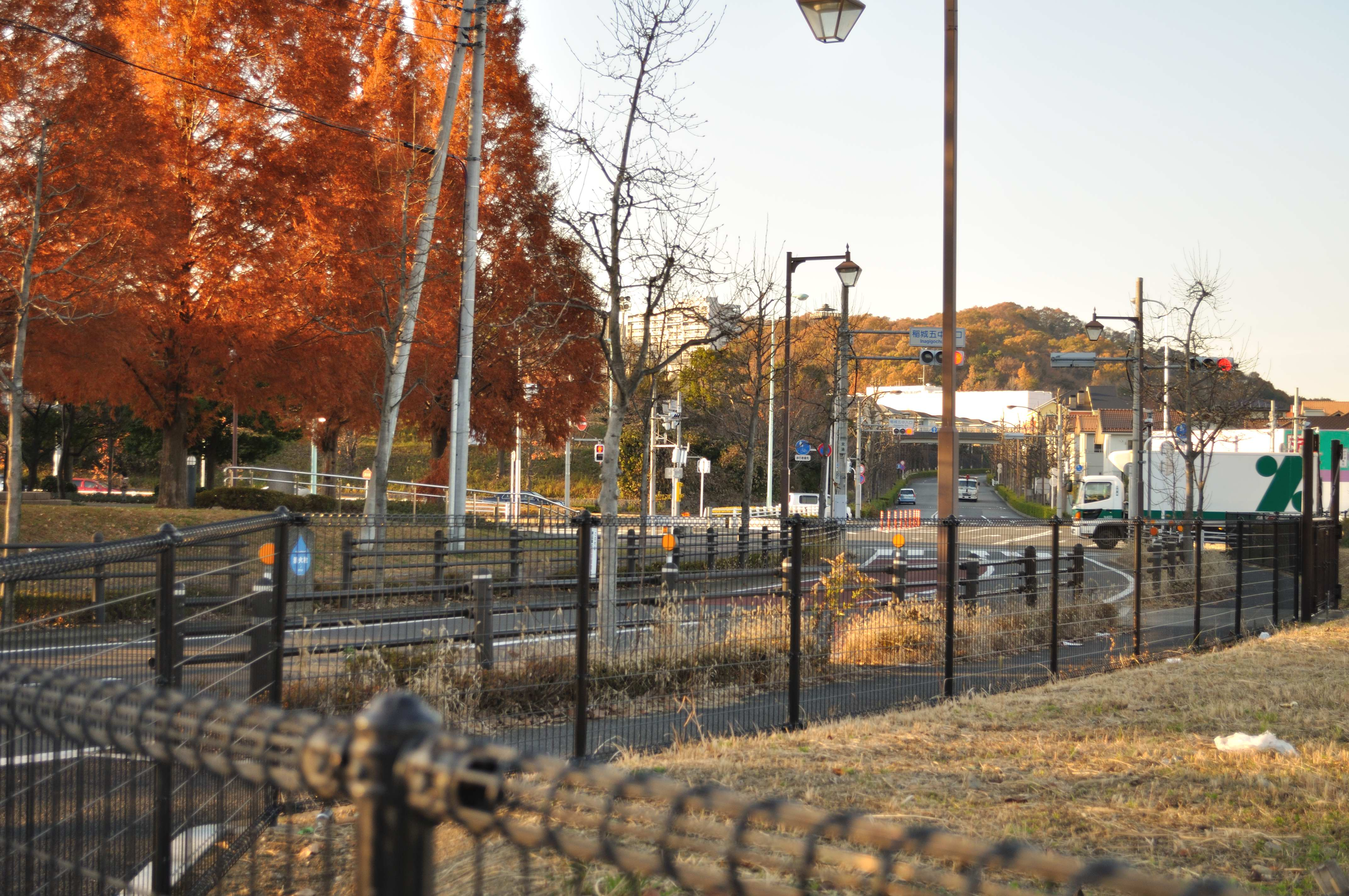
住宅地の空き地。

これらの場所・施設では、幼児や児童が安心して遊べる事が最大の目的である。このため、勢い余って転倒することの多いこれら子供らが転倒しても大きな負傷をしないよう、尖った石やガラスの破片は定期清掃などの活動で取り除かれ、また破損しかけていたり、劣化や腐食によって強度が低下した遊具も危険であるため、定期的な検査と補修が行われる。
しかし一部の心無い利用者が放置したゴミ（空き缶や空き瓶）や、または故意に遊具のボルトを緩めたり破壊するなどして、これらによって負傷する子供が出た例も見られる。その一方で、事故の報告された遊動円木や箱ブランコといった一部の遊具が、危険性を理由に排除されるケースも見られ、設置される遊具の様式には、一定の時代による推移が存在する。事故が報告され、改良された遊具も多い。
この他、前述の通りこれら施設内に併設された砂場に害獣が糞をしてしまうケースも見られ、衛生上の問題から遊び場から砂場が「不潔な施設」として排除されてしまい、特に砂遊びを好む幼児や児童を落胆させたり、従来は着地の衝撃を和らげ事故を防止する意図で滑り台に併設されていた物まで無くなるといった事態も起こっている。他方、これらの害を防止するためにペットの持ち込み・立ち入りを禁止とする所も見られる。（糞の項を参照されたし）
欧米ではこれら施設内に入り込んだ麻薬常用者が使用済みの注射器を放置するケースも見られ、HIVに汚染されている事もあるこれら注射器を子供が触って怪我をし、感染する懸念も出て、これら施設の利用者が激減する問題も発生している。

### 事件と防止策

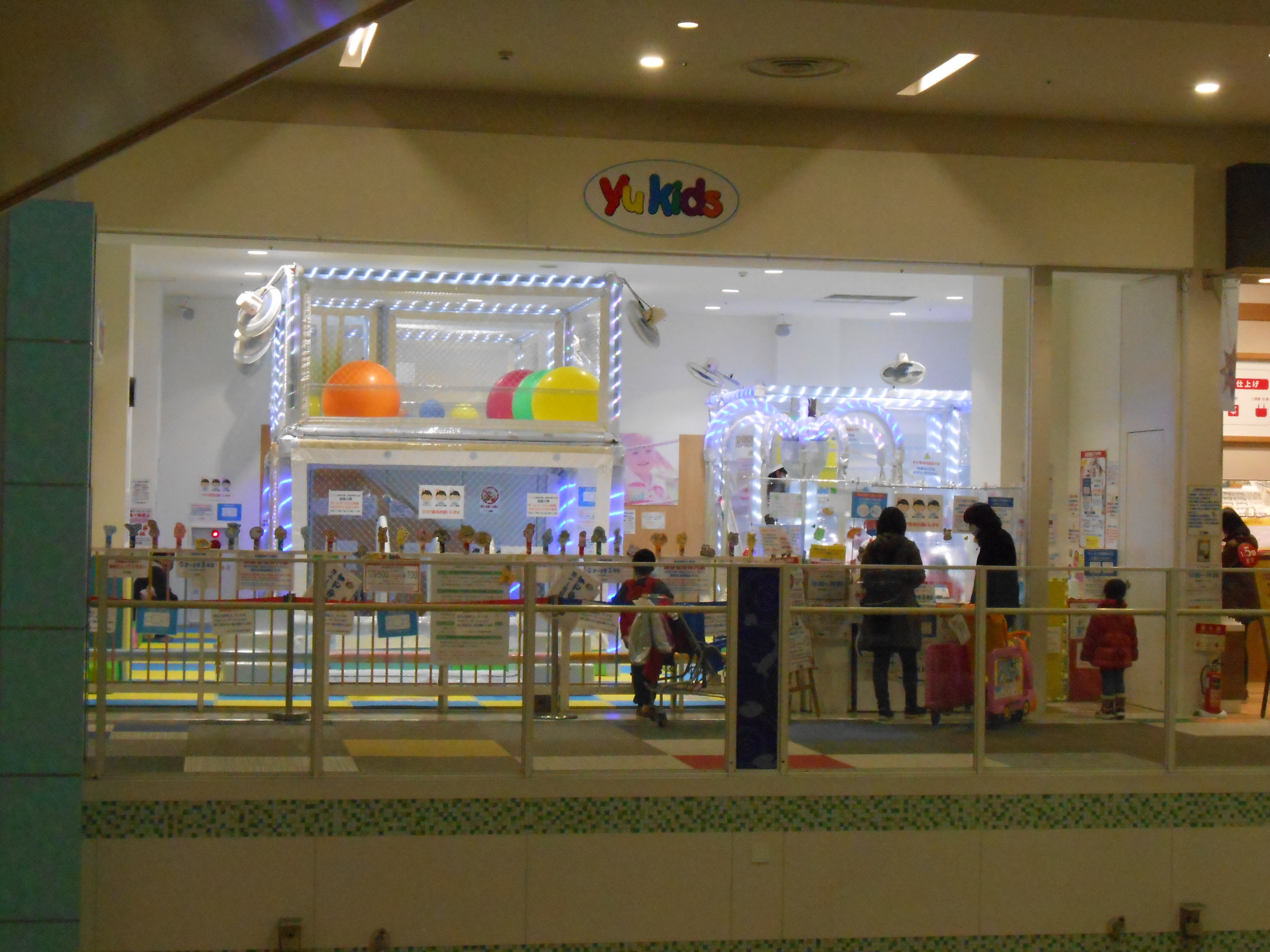
屋内型有料施設の例（「遊キッズ」ユニモちはら台店）

欧米では誘拐などの犯罪に巻き込まれる懸念が常に付きまとうため、これらの施設はショッピングモールのサービスとしてや有料のものが見られ、係員が常駐している・部外者は立ち入れないようにしてある等の管理が行き届いている所が多く見られる。他方公共の遊び場では、保護者が一緒に居ることが社会的にも求められていて、幼児や幼い児童が一人で遊んでいると育児放棄（児童虐待）と看做され、通報されるケースも見られる。
その一方で従来、治安の良かった日本では、これら場所・施設で子供を遊ばせている間に、保護者は仕事や家事を済ます事が多かったが、東京・埼玉連続幼女誘拐殺人事件が発生した1990年代以降、これら施設で遊んでいる子供が営利または猥褻目的で誘拐される事件も度々発生、また通り魔事件に巻き込まれるケースも発生している。
このため、デパートやスーパーマーケット内に併設されたこれら施設では、店舗利用者の利便性に配慮して、警備員を配したり、監視カメラを設置するなどの対策を取るケースも見られるが、それとて「誰にでも付いていってしまいかねない幼児を守りきれない」や「突発的な事件を防ぎきれない」という側面があると考えられ、必ずしも安心しきれない部分も残る。
一部デパートではこの問題に対し、従来は比較的誰もが気軽に立ち寄れる吹き抜けなどの空きスペースに設置されていたこれら施設を、出入りの際には係の従業員による保護者確認が必要なプレイルームに改造、積極的に幼児や児童を「預かって保護する」形へと変化させて利用者の獲得を目指す事例も見られる。従来からの、自由に人が出入りできるオープンスペースの施設では、保護者が一緒に居るべきだとしている。